# Gleby rdzawe
Gleby rdzawe – typ gleby obejmujący piaszczyste gleby z rdzawym poziomem wzbogacania leżącym poniżej poziomu próchnicznego.

## Charakterystyka
Gleby rdzawe, jak wszystkie gleby rdzawoziemne, powstają z utworów piaszczystych słabo przesortowanych i mało przemytych (m.in. z piasków zwałowych i piasków sandrowych bliskiego transportu) i mają uziarnienie piasków luźnych lub piasków słabogliniastych.
Gleby rdzawe powstają w wyniku procesu rdzawienia. Polega on na tworzeniu się na ziarnach mineralnych rdzawych otoczek składających się z kompleksów próchnicy z półtoratlenkami i pewną ilością wolnych tlenków Fe i Al. W wyniku tego procesu glebotwórczego powstaje, diagnostyczny dla gleb rdzawych, poziom wzbogacania sideric — Bv. Ma on charakterystyczną rdzawą barwę i w profilu glebowym jest on położony poniżej poziomu próchnicznego (najczęściej ochric).
Charakterystyczna sekwencja poziomów genetycznych w profilu: O-A-Bv-C lub  Ap-Bv-C
Z punktu widzenia rolnictwa są to gleby słabe, wymagające dużych nakładów. W leśnictwie uznaje się je za gleby dobre, lecz podatne na degradację (przez sadzenie monokultur sosnowych i świerkowych). Naturalnymi zbiorowiskami roślinnymi porastającymi gleby rdzawe są bory mieszane i lasy mieszane.

## Systematyka
Typ gleby rdzawe w systematyce gleb Polski, opublikowanej przez Polskie Towarzystwo Gleboznawcze w 2011 r., jest zaliczany do rzędu gleb rdzawoziemnych i dzieli się na trzy podtypy:
- Rząd 4. Gleby rdzawoziemne (R)
  - Typ 4.1. Gleby rdzawe (RW)
    - Podtyp 4.1.1. Gleby rdzawe typowe (RWt)
    - Podtyp 4.1.2. Gleby rdzawe z cechami bielicowania (RWbi)
    - Podtyp 4.1.3. Gleby rdzawe gruntowo-glejowe (RWgg)

W, obowiązującej w gospodarce leśnej, Klasyfikacji gleb leśnych Polski z 2000 r. typ gleby rdzawe dzieli się na trzy podtypy: 
- Typ 12. Gleby rdzawe (RD)
  - Podtyp 12.1. Gleby rdzawe właściwe (RDw)
  - Podtyp 12.2. Gleby rdzawe brunatne (RDbr)
  - Podtyp 12.3. Gleby rdzawe bielicowe (RDb)

Według obowiązującego w latach 1989-2011 IV wydania Systematyki gleb Polski gleby rdzawe należały do działu II gleby autogeniczne, rzędu IIC gleby bielicoziemne i dzieliły się na trzy podtypy: gleby rdzawe właściwe, gleby brunatno-rdzawe i gleby bielicowo-rdzawe.
W międzynarodowej klasyfikacji WRB gleby rdzawe w pewnym przybiżeniu odpowiadają cambic arenosols.

## Występowanie
Gleby rdzawe, wraz z glebami brunatnymi, płowymi, bielicowymi i bielicami są uznawane za gleby strefowe pasa subborealnego (umiarkowanie ciepłego), wilgotnego. Największe obszary ich występowania obejmują Europę zachodnią i środkową, północno-wschodnie stany i północno-zachodnie wybrzeże USA, północno-wschodnie Chiny i północną Japonię, południowe Chile i fragmenty Nowej Zelandii.
W Polsce gleby rdzawe stanowią ok. 14% powierzchni kraju i występują najczęściej na utworach piaszczystych pradolin oraz w proksymalnych partiach sandrów.